# Tjärholmen, Helsingfors
Tjärholmen (finska: Tervaluoto) är en ö i Finland. Den ligger i Finska viken och i kommunen Helsingfors i den ekonomiska regionen  Helsingfors i landskapet Nyland, i den södra delen av landet. Ön ligger nära Helsingfors.
Öns area är 84,5 hektar och dess största längd är 1,4 kilometer i nord-sydlig riktning. Ön höjer sig omkring 15 meter över havsytan.